# Cyrba boveyi
Cyrba boveyi là một loài nhện trong họ Salticidae.
Loài này thuộc chi Cyrba. Cyrba boveyi được Roger de Lessert miêu tả năm 1933.